# فخامة الشك (مسلسل)
فخامة الشك مسلسل لبناني من إخراج أسامة شهاب الحمد، وتأليف كلوديا مرشليان، صدِر المسلسل في 16 يناير 2017 على قناة إم تي في اللبنانية، ومن بطولة يورغو شلهوب، سابين، ونخبة من النجوم.

## قصة المسلسل
في حكاية يتخللها الحب والانتقام، يتوجب على عاشقين مواجهة مجتمع قاسٍ، ووالد متسلط، عازم على منع زواجهما.